# Непомуцкий, Карел
Карел Непому́цкий (чеш. Karel Nepomucký; род. 20 июля 1939, Прага) — чехословацкий футболист, играл на позиции полузащитника. Серебряный призёр Олимпийских игр (1964).

## Биография

### Клубная карьера
Непомуцкий большую часть карьеры играл за пражскую «Славию», за которую играл в течение десяти сезонов, но также играл и в «Дукле» из Пардубице. Всего во всех турнирах он сыграл за «Славию» 300 матчей и забил 70 голов, из которых 194 матча было в чемпионате Чехословакии.
С 1970 по 1972 год играл в Германии за «Альзенборн» и в этом же клубе закончил карьеру.

### Карьера в сборной
В составе сборной Чехословакии на олимпийском футбольном турнире 1964 года сыграл один матч со сборной Бразилии, который завершился победой Чехословакии со счётом 1:0. На том турнире сборная Чехословакии завоевала серебряные медали.